# سيباستيان إريكسون
سيباستيان إريكسون (بالسويدية: Sebastian Eriksson) مواليد 31 يناير 1989 في السويد، هو لاعب كرة قدم سويدي يلعب مع نادي غوتبورغ كلاعب وسط. مثّل منتخب السويد لكرة القدم.

## مرحلة الشباب

### أندية لعب لها
- نادي غوتبورغ

## المسيرة الاحترافية

### أندية لعب لها
- نادي غوتبورغ
- نادي كالياري

## روابط خارجية
- سيباستيان إريكسون على موقع الاتحاد الأوربي (الإنجليزية)
- سيباستيان إريكسون على موقع اتحاد السويد (السويدية)
- سيباستيان إريكسون على موقع قاعدة بيانات كرة القدم.إي يو (الإنجليزية)
- سيباستيان إريكسون على موقع ناشيونال فوتبول تيمز (الإنجليزية)
- سيباستيان إريكسون على موقع Soccerway.com (الإنجليزية)
- سيباستيان إريكسون على موقع عالم كرة القدم.نت (الإنجليزية)
- سيباستيان إريكسون على موقع AS.com (الإسبانية)